# Медиевализм

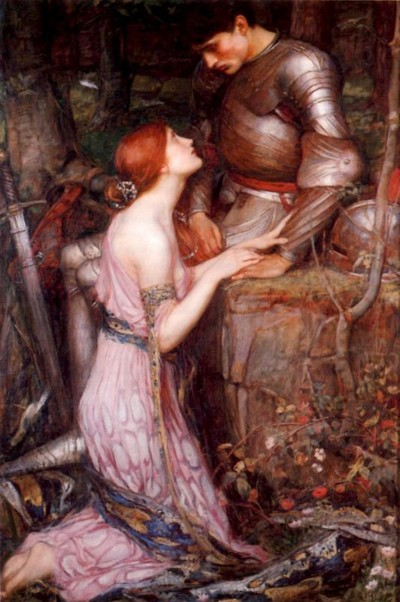
Средневековье в искусстве: картина прерафаэлитов с изображением рыцаря и мифической соблазнительницы ламии (Ламия, Джон Уильям Уотерхаус, 1905)

Медиевали́зм (англ. medievalism, medievalism studies, нем. Mittelalter-Rezeption) — представления о Средних веках в культуре последующих эпох, а также гуманитарная дисциплина, изучающая такие представления. Эта дисциплина занимается критическим исследованием как репрезентации Средневековья в массовой культуре, так и профессионального академического знания о нём. Медивализм является междисциплинарным направлением и совмещает в себе черты истории, социологии, культурологии и других наук.
Яркий интерес к средневековой культуре в Западной Европе впервые появился в конце XVIII века и повторился в виде «средневекового бума» в 1960-х годах. Медиевализм как критическое изучение этого интереса оформился в Европе в 1970-х годах и спустя несколько десятилетий стал общепризнанным направлением исследований в гуманитарных науках.

## Проблематика
Под медиевализмом понимается обращение к представлениям о Средневековье в культуре. Исследователи изучают связь, «реалистичность», «аутентичность» этих представлений, а также занимаются проблемой самой возможности познания «реального» Средневековья. В этом ключе изучаются разные аспекты популярной и элитарной культуры (литература, искусство, архитектура, кинематограф, видеоигры, мода, еда и многое другое) и само академическое знание о Средневековье. Критическому анализу подвергается медиевистика — направление исторической науки, специализирующееся на Средних веках: на учёных-медиевистов влияют те же культурные представления. Другие аспекты, подвергающиеся анализу, — популярные заблуждения об этой эпохе, роль массового образования в формировании определённых исторических образов, использование таких образов в политическом дискурсе и другие теоретические и практические вопросы. Подходы и идеи медиевализма сближают его с публичной историей.
Медиевалисты изучают и те смыслы, которыми люди осознанно или неосознанно наделяют Средневековье, и само понятие Средневековья как отдельной эпохи. Считается, что это понятие было впервые выделено, или «сконструировано» в раннее Новое время. Оно используется как образ «инаковости», «злого двойника» современности. Разные исследователи предлагают понимать Средневековье как конструкт, который был создан европейскими интеллектуалами Нового времени и помогал им «определять собственную эпоху», противопоставляя её «тёмным» Средним векам.
Историк Ульрих Мюллер предложил классификацию на четыре основных вида обращения с медиевальными образами, которые обычно в той или иной степени смешиваются: творческое (использование идей о Средневековье, средневековых произведений), реконструкторское (реконструкция средневековой истории или искусства), академическое (медиевистика) и политико-идеологическое (использование популярных образов в политических целях).
На современные исследования медиевализма оказывают большое влияние другие гуманитарные направления, проблематизирующие человеческое знание о прошлом. Под влиянием постколониальных исследований медиевалисты начали изучать, как представления о европейском Средневековье переносились на колонизированные европейскими империями общества. Появляются работы на стыке медиевализма с женскими исследованиями и квир-исследованиями, занимающимися представлениями о роли женщин и ЛГБТ-людей в Средние века. Большое влияние на развитие понятия медиевализма оказало появление концепции ориентализма — популярных представлений о Востоке как отдельном явлении. Исследователи находят параллели между представлениями о Востоке и Средневековье: оба понятия осмысляются в культуре как «другое», экзотизируются и романтизируются, в обоих случаях эти представления влияют на академическое знание.
К началу XXI века в США внутри медиевализма образовалось отдельное направление, вдохновлённое постструктуралистской философией — неомедиевализм. Представители этого течения уделяют особое внимание изучению влияния медиевальных образов на историческую науку и историографию и предлагают отказаться от попыток позитивистского поиска «настоящего» Средневековья.

## Междисциплинарность
Медиевализм является междисциплинарной сферой, в которой сотрудничают философы, социологи, культурологи и медиевисты разных специализаций. Многие влиятельные исследователи занимаются проблематикой медиевализма, не причисляя себя к этому направлению. Кроме того, существуют смежные с медиевализмом области знания: например, артурианские исследования (англ. Arthurian studies) — исследования образа короля Артура в культуре в разных эпохах. Представители этого течения поднимали похожие вопросы применительно к более узкой теме за несколько десятилетий до начала развития медиевализма.
В разных научных традициях используются разные названия для обозначения предмета изучения и самой сферы медиевалистских исследований. В англоязычной традиции разграничиваются исследования медиевализма и медиевистика, в отличие от, например, Италии, где они обычно смешиваются. Одни исследователи противопоставляют эти понятия как непрофессиональное и профессиональное знание об истории эпохи, другие считают медиевистику частью медиевализма как всего комплекса знаний о Средневековье вообще.

## История
Повышенный интерес к Средневековью в Западной Европе начался в конце XVIII века, когда стали популярны образы реальных или мифических исторических персонажей этого времени — Карл Великий, Роланд, Жанна д’Арк, Сид Кампеадор, Король Артур и другие. В странах арабского мира стала популярна фигура Салах ад-Дина. Проблема историчности популярных и академических образов Средневековья поднималась отдельными философами и историками ещё в XIX веке, но только в начале XX века начали появляться специальные исследования на эту тему. Специалисты разных научных сфер начали заниматься как практическими исследованиями культуры (например, неоготической архитектуры и исторических романов), так и собственно концепций Средневековья и Возрождения как двух противопоставляемых эпох. В 1960-х годах в странах Западной Европы и США произошёл «средневековый бум» — резкое увеличение общественного интереса к средневековым образам. Это культурное явление отличалось от традиционной моды на Средневековье, которая потеряла актуальность после социокультурных изменений Первой мировой войны.
Медиевализм оформился в отдельное направление в 1970-х годах. В 1971 году англо-американский историк Лесли Дж. Уоркман организовал первую научную конференцию, посвящённую проблеме. В 1979 году он основал журнал Studies in Medievalism, с 1980-х выходит журнал The Year’s Work in Medievalism. Немецкие исследователи начали заниматься медиевализмом в 1970-х годах, изначально независимо от англоязычных коллег. В немецкой традиции это понятие получило название Mittelalter-Rezeption (с нем. — «восприятие Средних веков»). В 1979 году в Зальцбурге прошла первая конференция, посвящённая этой теме; по её итогам был выпущен сборник статей. С 1970-х годов это направление также активно развивалось в Италии. Известным и влиятельным стало эссе итальянского философа Умберто Эко «Десять способов мечтать о Средневековье», выпущенное на английском в 1986 году, — в нём перечисляются причины, заставляющие деятелей культуры обращаться к средневековым образам. Поначалу медиевалистские исследования оставались маргинальным направлением в гуманитарных науках, получив академическое признание только к 1990-м годам.
В английском языке понятие medievalism появилось как реакция на моду на Средневековье в викторианской Великобритании, а культура викторианской эпохи впоследствии стала предметом изучения первых англоязычных медиевалистов. С 1980-х годов исследователи стали также заниматься медиевализмом в современной культуре: кино, анимации и комиксах, в первую очередь США и Западной Европы. Пионерами в этом направлении стали итальянские учёные. В это время также начали появляться работы, изучающие связь медиевализма с критической теорией. С конца 1970-х годов медиевалистские исследования развиваются в других научных традициях: в Японии, Франции, России и других странах.

### Комментарии
1. ↑  Раздел исторической науки, связанный с академическим исследованием Средних веков, называется медиевистикой.